# Akira (phim 1988)
Akira (Nhật: アキラ) là một bộ anime điện ảnh cyberpunk hậu tận thế năm 1988 của Nhật Bản do Otomo Katsuhiro đạo diễn, Suzuki Ryōhei và Katō Shunzō sản xuất, và được Otomo và Hashimoto Izo biên kịch, dựa trên manga cùng tên năm 1982 của Otomo. Bộ phim có kinh phí sản xuất là 700 triệu yên (5,5 triệu đô la Mỹ), trở thành bộ anime có kinh phí lớn thứ hai tại thời điểm đó (cho đến khi bị Dịch vụ giao hàng của phù thủy Kiki vượt qua vào năm sau).
Lấy bối cảnh phản địa đàng năm 2019, Akira kể về cuộc đời của Kaneda Shotaro, thủ lĩnh của một băng bōsōzoku mà người bạn thời thơ ấu của cậu, Shima Tetsuo, vô tình lĩnh hội được niệm động lực sau một tai nạn xe máy, trở thành một mối đe dọa khó lường đến toàn thể quân đội trong bối cảnh đầy hỗn loạn và bất ổn ở một siêu đô thị tương lai giả tưởng đầy lộn xộn Neo-Tokyo. Hầu hết các thiết kế và bối cảnh nhân vật đều được chuyển thể từ manga, cốt truyện lại có sự khác biệt đáng kể và không tích hợp nhiều phần của nửa cuối manga. Phần soundtrack của bộ phim chủ yếu dựa vào nhạc gamelan truyền thống của Indonesia cũng như nhạc Nō Nhật Bản, được Yamashiro Shōji sáng tác và Yamashirogumi Geinoh thực hiện.
Akira công chiếu tại Nhật Bản vào ngày 16 tháng 7 năm 1988 bởi Toho. Nó được phát hành vào năm sau tại Hoa Kỳ bởi nhà phân phối phim hoạt hình tiên phong Streamline Pictures. Nó đã thu hút được sự ủng hộ của người hâm mộ cuồng nhiệt quốc tế sau nhiều lần được biểu diễn trên sân khấu và phát hành VHS, cuối cùng thu về hơn 80 triệu đô la Mỹ từ việc bán hàng triệu băng đĩa hình trên toàn thế giới. Nó được các nhà phê bình đánh giá là một trong những bộ phim hoạt hình và phim điện ảnh khoa học viễn tưởng vĩ đại nhất từng được thực hiện, cũng như là một bước ngoặt quan trọng trong lịch sử hoạt hình Nhật Bản. Đây cũng là một bộ phim quan trọng của thể loại cyberpunk, đặc biệt là tiểu thể loại cyberpunk Nhật Bản, cũng như hoạt hình dành cho người lớn. Bộ phim đã có một tác động đáng kể đến văn hóa đại chúng trên toàn thế giới, mở đường cho sự phát triển của anime và văn hóa đại chúng Nhật Bản trong văn hóa phương Tây cũng như ảnh hưởng đến nhiều tác phẩm hoạt hình, truyện tranh, phim điện ảnh, âm nhạc, truyền hình và trò chơi điện tử.

## Cốt truyện

Địa dư của Neo-Tokyo (2019). Được biết là phần lớn vùng đất được phác thảo trên nền tảng ý tưởng của Vịnh Tokyo

Vào ngày 16 tháng 7 năm 1988, một điểm kỳ dị đã phá hủy phần lớn thành phố Tokyo. Đến năm 2019, Tokyo đã được xây dựng lại. Hiện được biết đến là Neo-Tokyo, nó bị ảnh hưởng bởi bóng ma tham nhũng, các cuộc biểu tình chống chính phủ, khủng bố, và xung đột giữa các băng nhóm và đang trên bờ vực sụp đổ. Trong một cuộc xung đột quy mô lớn, Kaneda Shōtarō với bản tính hung hăng đã lãnh đạo băng nhóm bōsōzoku nổi loạn chống lại băng nhóm Clown đối thủ. Người bạn thân nhất của Kaneda là Shima Tetsuo đã vô tình đâm xe máy vào Takashi, một siêu năng lực gia (người có khả năng ngoại cảm) đã trốn thoát khỏi phòng thí nghiệm của chính phủ với sự hỗ trợ của một tổ chức kháng chiến. Vụ tai nạn đã đánh thức siêu năng lực của Tetsuo, thu hút sự chú ý của một dự án bí mật của chính phủ do Đại tá của Lực lượng Phòng vệ Nhật Bản Shikishima chỉ đạo. Được siêu năng lực gia Masaru trợ giúp, Shikishima đã bắt lại Takashi, đưa Tetsuo đi cùng và bắt bớ cả Kaneda cùng với băng nhóm của cậu.
Shikishima và trưởng nhóm nghiên cứu của ông, Tiến sĩ Ōnishi, phát hiện ra rằng Tetsuo sở hữu năng lực tâm linh mạnh mẽ tương tự như Akira, siêu năng lực gia được cho là đã hủy diệt cả Tokyo. Siêu năng lực gia đồng nghiệp của Takashi là Kiyoko đã báo trước cho Shikishima biết về sự hủy diệt sắp xảy ra ở Neo-Tokyo. Tuy nhiên, quốc hội của Neo-Tokyo bác bỏ những lo ngại của Shikishima, buộc ông phải cân nhắc việc giết Tetsuo để ngăn chặn một đại thảm họa khác.
Trong khi đó, Tetsuo trốn thoát khỏi bệnh viện, đánh cắp chiếc xe máy của Kaneda, và đã lên kế hoạch chạy trốn khỏi Neo-Tokyo với bạn gái của anh, Kaori. Băng nhóm Clown phục kích họ, nhưng sau một trận đòn dữ dội, họ được băng nhóm của Kaneda giải cứu. Tuy nhiên, trong lúc nói chuyện với Kaneda, Tetsuo bỗng dưng bị đau đầu dữ dội và nhìn thấy những ảo giác kì lạ. Sau khi bất tỉnh, cậu được đưa trở lại bệnh viện. Kaneda gia nhập chi bộ kháng chiến của Kei sau khi nghe lén được kế hoạch giải cứu Tetsuo và các siêu năng lực gia khác của họ.
Tại bệnh viện, các siêu năng lực gia đối đầu với Tetsuo, cậu đã chống trả quyết liệt bằng sức mạnh tâm linh của mình và bỏ trốn. Sức mạnh tâm linh này bắt đầu khiến cậu trở nên cao ngạo và mất ổn định. Kaneda, Kei, và nhóm kháng chiến đột nhập vào bệnh viện và bị cuốn vào cuộc chiến ngăn chặn Tetsuo của Shikishima và các siêu năng lực gia. Cậu đã đánh bại tất cả bọn họ với sức mạnh tâm linh vượt trội và bỏ trốn khỏi bệnh viện sau khi ép Kiyoko tiết lộ là cậu có thể nhận được sự trợ giúp từ Akira, người đang được đông xác ở bên dưới công trường xây dựng Sân vận động Olympic.
Kei và Kaneda thoát khỏi sự giam giữ của quân đội nhờ sự giúp đỡ của Kiyoko. Shikishima tiến hành một cuộc đảo chính chống lại chính phủ Neo-Tokyo và chỉ đạo tất cả các lực lượng quân đội tiêu diệt Tetsuo. Tetsuo quay trở lại nơi từng là hang ổ của băng đảng, quán bar Harukiya, để lấy thuốc phiện nhằm có thể điều khiển được sức mạnh của mình. Cậu tàn sát cả nhân viên pha chế của quán và phá hủy quán bar. Khi những người bạn cũ của cậu là Yamagata và Kai đến và đối đầu với cậu, cậu giết Yamagata một cách tàn nhẫn trước mặt Kai; Kaneda được Kai kể lại những gì đã xảy ra và thề sẽ trả thù cho người bạn mình. Tetsuo hoành hành khắp Neo-Tokyo, đến kho lưu trữ đông lạnh của Akira bên dưới sân vận động. Kiyoko đã liên kết tâm linh với Kei để chiến đấu với Tetsuo, nhưng cậu đánh bại cô một cách dễ dàng và khai quật di hài của Akira. Kaneda đã sử dụng súng trường laser để chiến đấu với Tetsuo trong một trận đấu tay đôi, và Shikishima đã sử dụng vũ khí không gian để bắn vào cậu, nhưng cả hai đều không thể ngăn cản được.
Shikishima và Kaori đến gần sân vận động và bắt gặp Tetsuo đang đau đớn tột cùng; Shikishima đề nghị đưa Tetsuo trở lại bệnh viện, chữa lành vết thương và giúp kiểm soát năng lực của cậu, trong khi Kaori cố gắng kiềm chế Tetsuo. Tuy nhiên, Kaneda chạy tới nơi và một lần nữa lại đấu tay đôi với Tetsuo. Tetsuo không thể kiểm soát được sức mạnh của mình và biến thành một khối thịt khổng lồ, hấp thụ toàn bộ vật chất, nuốt chửng Kaneda và tiêu diệt Kaori. Các siêu năng lực gia buộc phải thức tỉnh Akira để ngăn chặn nó. Sau khi đoàn tụ với những người bạn của mình, Akira tạo ra một điểm kỳ dị khác kéo Tetsuo và Kaneda vào một không gian khác. Các siêu năng lực gia dịch chuyển Shikishima đến nơi an toàn khi điểm kỳ dị phá hủy Neo-Tokyo không khác gì đại thảm họa trước đó xảy ra ở Tokyo. Họ cũng đồng ý giải cứu Kaneda dù biết trước hậu quả là họ sẽ không thể nào quay trở lại chiều không gian này.
Tại điểm kỳ dị, Kaneda được trải nghiệm thời thơ ấu của Tetsuo và các siêu năng lực gia, kể cả ký ức Tetsuo ngày xưa thường dựa dẫm vào Kaneda, và cách những đứa trẻ siêu năng lực gia được đào tạo và biến đổi trước khi Tokyo bị hủy diệt. Các siêu năng lực gia đưa Kaneda trở về thế giới, báo cho anh biết là Akira sẽ đưa Tetsuo đến nơi an toàn kèm theo một thông tin là Kei đang phát triển siêu năng lực.
Điểm kỳ dị biến mất, và nước lũ nhấn chìm cả thành phố. Ōnishi bị phòng thí nghiệm đổ ập xuống người và chết không lâu sau đó. Kaneda phát hiện ra rằng Kei và Kai vẫn sống sót và họ lái xe rời khỏi đống đổ nát, trong khi Shikishima ngắm bình minh. Còn Tetsuo thì đã trở thành một dạng tồn tại không xác định vào cuối bộ phim.

## Diễn viên lồng tiếng
| Nhân vật                   | Diễn viên lồng tiếng Nhật Bản                                               | Diễn viên lồng tiếng Anh (Electric Media/Kodansha/Streamline, 1989)                | Diễn viên lồng tiếng Anh (Animaze/Pioneer-Geneon, 2001)                          |
| -------------------------- | --------------------------------------------------------------------------- | ---------------------------------------------------------------------------------- | -------------------------------------------------------------------------------- |
| Kaneda Shōtarō             | Iwata Mitsuo                                                                | Jimmy Flinders                                                                     | Johnny Yong Bosch                                                                |
| Shima Tetsuo               | SasakiNozomu                                                                | Stanley Gurd Jr.                                                                   | Joshua Seth                                                                      |
| Kei                        | Koyama Mami                                                                 | Deanna Morris trong vai Kay                                                        | Wendee Lee                                                                       |
| Đại tá Shikishima          | Ishida Tarō                                                                 | Anthony Mozdy                                                                      | James Lyon                                                                       |
| Tiến sĩ Ōnishi             | Suzuki Mizuho                                                               | Lewis Lemay                                                                        | Simon Isaacson                                                                   |
| Ryūsaku (Ryu)              | Genda Tetsusho                                                              | Drew Thomas trong vai Roy                                                          | Robert Wicks                                                                     |
| Kiyoko (Số. 25)            | Itō Fukue (Ito Sachie)                                                      | Marilyn Lane                                                                       | Sandy Fox                                                                        |
| Takashi (Số. 26)           | Nakamura Tatsuhiko                                                          | Barbara Larsen                                                                     | Cody MacKenzie                                                                   |
| Masaru (Số. 27)            | Kamifuji Kazuhiro (Kando Kazuhiro)                                          | Bob Berger                                                                         | Cody MacKenzie                                                                   |
| Kaori                      | Fuchizaki Yuriko                                                            | Barbara Larsen                                                                     | Michelle Ruff                                                                    |
| Yamagata                   | Ōkura Masaaki                                                               | Anthony Mozdy trong vai Yama                                                       | Dylan Tully                                                                      |
| Kaisuke (Kai)              | Kusao Takeshi                                                               | Bob Berger                                                                         | Anthony Pulcini (Tony Sarducci)                                                  |
| Nezu                       | Ōtake Hiroshi                                                               | Anthony Mozdy                                                                      | Ray Michaels                                                                     |
| Khủng bố 1                 | Hirano Masato                                                               | Lewis Lemay                                                                        | David Lucas                                                                      |
| Khủng bố 2                 | Kishino Yukimasa                                                            | Burt Walters                                                                       | Michael McConnohie                                                               |
| Shimazaki                  | Kishino Yukimasa                                                            | Anthony Mozdy                                                                      | Robert Axelrod                                                                   |
| Hội đồng Đại tá Liaison    | Kitamura Kōichi                                                             | Lewis Lemay                                                                        | Alfred Thor                                                                      |
| Watanabe Eiichi            | Arakawa Tarō                                                                | Bob Berger                                                                         | Christopher Mathewson                                                            |
| Kuwata Mitsuru             | Kishino Yukimasa                                                            | Anthony Mozdy                                                                      | Jonathan C. Osborne                                                              |
| Takeyama Yūji              | Hirano Masato                                                               | Stanley Gurd Jr.                                                                   | Henry Douglas Grey                                                               |
| Fan cuồng                  | Fujii Kayoko Toyoshima Masami Ôno Yuka                                      | Deanna Morris Barbara Larsen Julie Phelan                                          | Jean Howard Patricia Ja Lee Bambi Darro                                          |
| Quý bà Miyako              | Kitamura Kōichi                                                             | Drew Thomas                                                                        | William Frederick                                                                |
| Thanh tra                  | Ikemizu Michihiro                                                           | Bob Berger                                                                         | Steve Cannon                                                                     |
| Quân đội                   | Tanaka Kazumi                                                               | Drew Thomas                                                                        | Rafael Antonio Oliver                                                            |
| Nhân viên pha chế Harukiya | Akimoto Yōsuke                                                              | Anthony Mozdy                                                                      | Ivan Buckley                                                                     |
| Ủy ban                     | Kishino Yukimasa Katô Masayuki Hirano Masato Arakawa Taro Ikemizu Michihiro | Jimmy Flinders Lewis Lemay Barbara Larsen Drew Thomas Stanley Gurd, Jr. Bob Berger | G. Gordon Baer Dan Lorge Bob Papenbrook Michael Sorich Doug Stone George C. Cole |

## Đón nhận

### Đánh giá chuyên môn
Trên hệ thống tổng hợp kết quả đánh giá Rotten Tomatoes, phim nhận 90% điểm đồng thuận dựa trên 48 bài đánh giá, đạt số điểm trung bình là 7,62/10. Các chuyên gia của trang web nhất trí rằng: "Akira đẫm máu và bạo lực một cách khủng khiếp, nhưng hiệu ứng hoạt hình dị thường và động năng tuyệt đối của nó đã góp phần thiết lập tiêu chuẩn cho anime hiện đại."
Bamboo Dong của Anime News Network khen ngợi DVD của Phiên bản Giới hạn vì phụ đề tiếng Anh được "dịch một cách xuất sắc" và phần lồng tiếng Anh đáng được tuyên dương, "bản dịch tiếng Anh được dịch rất sát và các diễn viên lồng tiếng lồng cảm xúc vào trong lời thoại". Raphael See của THEM Anime tán dương "những hiệu ứng đặc biệt đáng kinh ngạc và hoạt hình rõ ràng, sắc nét" của bộ phim. Chris Beveridge nhận xét về hiệu ứng âm thanh tiếng Nhật, điều này mang đến "âm trường chuyển tiếp phát huy hiệu quả khi cần thiết. Đối thoại được bố cục hợp lý, với một số thời điểm quan trọng được định hướng sử dụng một cách hoàn hảo". Janet Maslin của The New York Times khen ngợi các hình vẽ nghệ thuật của Otomo, nói rằng "các bức họa của Neo-Tokyo về đêm rất phức tạp và chi tiết đến mức tất cả các cửa sổ của từng tòa nhà chọc trời khổng lồ đều có vẻ gì đó khác biệt. Và những phong cảnh đêm này rực sáng với màu sắc tinh tế, rực rỡ ". Richard Harrison của The Washington Post nhận xét về nhịp độ của bộ phim, nói rằng tác giả "đã rút gọn nguyên tác của truyện tranh để đảm bảo tính mạch lạc, mặc dù nó có một chút yếu tố không trọn vẹn của "Back to the Future phần II" đối với câu chuyện. Điều đó hầu như không quan trọng, vì bộ phim chuyển động với động năng mà bạn sẽ cảm thấy gắn bó với nó như thể nó là cuộc đời bạn".
Variety khen ngợi "thiết kế chi tiết và giàu trí tưởng tượng của tương lai với hiệu ứng Dolby bùng nổ trên nhạc nền" nhưng chỉ trích "hình vẽ chuyển động của con người hơi cứng". Kim Newman của Empire khen ngợi "hoạt ảnh sáng rực, không có bất cứ một cảnh nào được máy tính hỗ trợ". Dave Kehr của  Chicago Tribune hoan nghênh "ý tưởng phim hoạt hình đặc sắc của Otomo: Phương tiện giao thông chạy để lại những vệt sáng mỏng cũng như rồ ga suốt cả đêm, và chuỗi những giấc mơ đã sử dụng tốt mọi khả năng của môi trường trung gian để tạo ra tầng tầng lớp lớp hỗn loạn và góc nhìn bị bóp méo". Helen McCarthy của 500 Essential Anime Movies tuyên bố rằng anime "vẫn tươi mới và thú vị, dễ dàng giữ vững vị thế của nó so với các sản phẩm của hai thập kỷ có sự tiến bộ kỹ thuật vượt bậc". Trong khi đó, vào tháng 2 năm 2004, Dan Persons của Cinefantastique đã liệt bộ phim vào danh sách "10 Phim Hoạt hình phải xem", chỉ đơn giản đề cập là "bộ phim đã thay đổi mọi thứ."

### Ảnh hưởng của bộ phim
Akira hiện được coi là một trong những bộ phim hoạt hình điện ảnh hay nhất mọi thời đại và đã thúc đẩy sự phổ biến phim hoạt hình điện ảnh ở Mỹ và nói chung, bên ngoài Nhật Bản nói riêng. Nó vẫn được ngưỡng mộ vì hình ảnh đặc biệt của nó. Trong cuộc bình chọn năm 2005 của Channel 4 về 100 phim hoạt hình hay nhất mọi thời đại bao gồm cả điện ảnh và truyền hình, Akira đứng ở vị trí thứ 16. Trong danh sách 500 phim hay nhất mọi thời đại của tạp chí Empire, Akira đứng ở vị trí thứ 440. Nó cũng một lần nữa xuất hiện trong danh sách 100 Bộ phim hay nhất của điện ảnh thế giới của tạp chí Empire. IGN cũng xếp nó vị trí thứ 14 trong danh sách 25 phim hoạt hình hay nhất mọi thời đại. Anime Akira cũng lọt vào danh sách 5 DVD anime hàng đầu của tạp chí TIME. Bộ phim cũng xếp thứ 16 trong danh sách 50 phim hoạt hình điện ảnh hay nhất của Time Out  và đứng thứ 5 trong danh sách 50 bộ phim hoạt hình điện ảnh hay nhất của Total Film. Bộ phim đã được tạp chí Wizard's Anime xếp hạng nhất trong danh sách "50 Anime hàng đầu được phát hành tại Bắc Mỹ" vào năm 2001. Nó được xếp thứ 4 trong danh sách "10 Phim hoạt hình hay nhất dành cho người lớn" của The Hollywood Reporter năm 2016. Roger Ebert của Chicago Sun-Times đã chọn Akira là "Video được chọn trong tuần" vào năm 1992 trên Siskel & Ebert and the Movies.
Akira cũng được coi là một trong những bộ phim khoa học viễn tưởng hay nhất mọi thời đại. Nó được xếp thứ 22 trong danh sách các bộ phim khoa học viễn tưởng và kỳ ảo hay nhất theo The Guardian, và được tích hợp trong danh sách 50 bộ phim khoa học viễn tưởng hay nhất của Film4, và đứng thứ 27 trong danh sách 50 bộ phim khoa học viễn tưởng của Complex. Phelim O'Neill của The Guardian đã so sánh tầm ảnh hưởng của Akira đến thể loại khoa học viễn tưởng với hai bộ phim Blade Runner và 2001: A Space Odyssey của Stanley Kubrick. Akira được coi là một bộ phim mang tính bước ngoặt của thể loại cyberpunk, đặc biệt là thể loại cyberpunk Nhật Bản. Viện phim Anh mô tả Akira đã đặt nền móng cho thể loại cyberpunk, cùng với Blade Runner và Neuromancer. Rob Garratt của South China Morning Post gọi Akira là một trong những "ảo mộng của khoa học viễn tưởng có tầm ảnh hưởng nhất từng được hiện thực hóa" trên màn ảnh, sánh ngang với tầm ảnh hưởng của Blade Runner. Akira cũng được ghi nhận là bước đột phá của phim hoạt hình dành cho người lớn, chứng minh cho khán giả toàn cầu thấy rằng hoạt hình không chỉ là sản phẩm dành cho trẻ em.
Akira được nhiều nhà phê bình coi là một bộ phim hoạt hình mang tính bước ngoặt, một bộ phim có tầm ảnh hưởng nhiều đến nghệ thuật trong thế giới anime sau khi được phát hành. Nhiều họa sĩ minh họa trong ngành công nghiệp manga cho rằng bộ phim có ảnh hưởng quan trọng. Chẳng hạn, mangaka Kishimoto Masashi hồi tưởng lại cảm giác bị mê hoặc bởi phong cách nghệ thuật của áp phích bộ phim và muốn bắt chước phong cách đó của Otomo Katsuhiro. Bộ phim đã có một tác động đáng kể đến văn hóa đại chúng trên toàn thế giới. Bộ phim đã mở đường cho sự phổ biến của anime cũng như văn hóa đại chúng Nhật Bản tới phương Tây. Akira được coi là tiền thân của làn sóng cộng đồng người hâm mộ anime thứ hai bắt đầu vào đầu những năm 1990 và đã thu hút được sự quan tâm của người hâm mộ cuồng nhiệt kể từ đó. Nó được ghi nhận là đã thiết lập bối cảnh cho hàng loạt thương hiệu anime đình đám như Pokémon, Dragon Ball và Naruto trở thành hiện tượng văn hóa toàn cầu. Theo The Guardian, "bộ anime đình đám năm 1988 đã dạy cho các nhà làm phim phương Tây những ý tưởng mới trong lối dẫn chuyện, và giúp các nhà làm phim hoạt hình phát triển".
Akira đã có ảnh hưởng đến rất nhiều tác phẩm trong lĩnh vực hoạt hình, truyện tranh, điện ảnh, âm nhạc, truyền hình và trò chơi điện tử. Nó đã truyền cảm hứng cho một làn sóng các tác phẩm cyberpunk của Nhật Bản, bao gồm loạt manga và anime như Ghost in the Shell, Battle Angel Alita, Cowboy Bebop, và Serial Experiments Lain, các bộ phim người đóng Nhật Bản như Tetsuo: The Iron Man, và các trò chơi điện tử như Snatcher của Kojima Hideo và Metal Gear Solid, và Final Fantasy VII của Squaresoft. Bên ngoài Nhật Bản, Akira được coi là có tầm ảnh hưởng lớn đến các bộ phim Hollywood như Ma trận, Dark City, Kill Bill, Sức mạnh vô hình, Looper Kỵ sĩ bóng đêm, Nhãn lực siêu nhiên, Inception, và Godzilla, chương trình truyền hình như Batman Beyond, Cậu bé mất tích, và các trò chơi điện tử như Switchblade của Core Design,  loạt trò chơi Half-Life của Valve. và Remember Me của Dontnod Entertainment. John Gaeta đã trích dẫn Akira là nguồn cảm hứng nghệ thuật cho hiệu ứng viên đạn thời gian trong bộ phim Ma trận. Akira cũng được ghi nhận là bộ phim có tầm ảnh hưởng đến thương hiệu điện ảnh Chiến tranh giữa các vì sao, bao gồm cả bộ ba phim tiền truyện và phim truyền hình và điện ảnh Clone Wars. Todd McFarlane đã trích dẫn Akira là bộ phim có tầm ảnh hưởng đến loạt phim hoạt hình Spawn của HBO. Akira cũng đã ảnh hưởng đến các tác phẩm của các nhạc sĩ như Kanye West, người đã bày tỏ lòng thầm kính đối với Akira trong video âm nhạc "Stronger", và Lupe Fiasco, album Tetsuo & Youth của ông được đặt theo tên của Shima Tetsuo. Chiếc xe máy làm nên tên tuổi của Kaneda cũng xuất hiện trong bộ phim Ready Player One của Steven Spielberg, và trò chơi điện tử Cyberpunk 2077 của CD Projekt. Nhà phát triển trò chơi điện tử Deus Ex: Mankind Divided, Eidos Montréal cũng bày tỏ lòng thầm kính bằng áp phích của bộ phim xuất hiện trong trò chơi.
Khi Tokyo được chọn đăng cai Thế vận hội Mùa hè 2020 trong quá trình đấu thầu năm 2013, một số bình luận viên cho rằng Akira đã dự đoán được sự kiện trong tương lai. Năm 2017, Akira đã được giới thiệu trong một số chương trình quảng bá Olympic Tokyo. Vào tháng 2 năm 2020, trong Đại dịch COVID-19 và 147 ngày trước Thế vận hội, một cảnh ở Akira kêu gọi hủy bỏ Thế vận hội 2020 (147 ngày trước sự kiện) đã dẫn đến một xu hướng truyền thông xã hội kêu gọi hủy bỏ Thế vận hội 2020. Thế vận hội mùa hè cuối cùng đã bị hoãn lại đến năm 2021, thay vì bị hủy bỏ hoàn toàn.

### Giải thưởng
Năm 1992, Akira giành giải Màn bạc tại Liên hoan phim Amsterdam Fantastic.
Akira là một trong bốn bộ phim được đề cử cho giải thưởng "Phim hoạt hình hay nhất" tại Lễ trao giải American Anime Awards năm 2007, nhưng nó đã thất bại trước Final Fantasy VII: Advent Children.
Johnny Yong Bosch, diễn viên lồng tiếng của Kaneda trong bản lồng tiếng Anh của Pioneer, đã được đề cử Nam diễn viên chính xuất sắc nhất và Nam diễn viên chính xuất sắc nhất cho hạng mục Phim hài tại American Anime Awards, nhưng lần lượt để thua hai diễn viên lồng tiếng Naruto và Persona là Vic Mignogna và Dave Wittenberg.

## Trò chơi điện tử
Năm 1988, Taito phát hành một trò chơi phiêu lưu Akira cho Famicom độc quyền tại Nhật Bản. Một trò chơi Akira khác cho nền tảng Atari Jaguar, Super NES, Genesis và Sega CD đã từng được phát triển, nhưng đã bị hủy cùng với triển vọng của một tựa Akira khác cho máy chơi game cầm tay Game Boy và Game Gear. International Computer Entertainment đã sản xuất một trò chơi điện tử dựa trên Akira cho nền tảng Amiga và Amiga CD32 vào năm 1994. Cùng với việc phát hành DVD vào năm 2002, Bandai đã phát hành Akira Psycho Ball, một trình mô phỏng pinball cho PlayStation 2.

## Phim người đóng chuyển thể
Kể từ năm 2002, Warner Bros. đã mua lại bản quyền để tạo ra một phiên bản phim người đóng của Akira như một thỏa thuận bảy con số. Tuy nhiên, việc làm lại phim người đóng đã phải trải qua nhiều lần thất bại trong quá trình sản xuất, với ít nhất năm đạo diễn và mười nhà biên kịch khác nhau lần lượt tham gia và rời khỏi dự án. Đến năm 2017, Taika Waititi được chỉ định làm đạo diễn cho bộ phim người đóng chuyển thể. Warner Bros. đã lên lịch phát hành bộ phim vào ngày 21 tháng 5 năm 2021, và quá trình quay phim được lên kế hoạch bắt đầu tại California vào tháng 7 năm 2019. Tuy nhiên, Warner Bros. đã tạm dừng vô thời hạn tác phẩm ngay trước khi khởi quay vì Waititi đã chọn đạo diễn cho bộ phim Thor: Love and Thunder, phần tiếp theo của Thor: Tận thế Ragnarok mà ông cũng đã đạo diễn.